# Бартул Кашич
Бартул Кашич (*Bartol Kašić, 15 липня 1575 —†28 грудня 1650) — хорватський католицький письменник, перекладач та мовознавець.

## Життєпис
Про родину відомо замало. Народився у 1575 році на острові Паг (сучасна Хорватія), що тоді належав Венеційські республіці. Рано втратив батьків. Виховувався дядьком. Згодом навчався у міській школі. У 1590 році поступив до Іллірійського коледжу в Лорето. після його закінчення долучився до ордену єзуїтів.
У 1593 році перебирається до Риму, де продовжив навчання. В цей час зацікавився хорватською мовою. У 1606 році висвячений на священика. Незабаром став пастором для хорватів, що перебували у Римі. Був прихильником Контрреформації у Хорватії.
У 1609—1612 роках перебував у Дубровнику, а у 1612—1613 роках — Боснію, Сербію та Славонію. З 1614 до 1618 року був духівником для хорватських прочан у Лорето. З 1620 до 1633 року знову перебував у Дубровнику.
Після цього повернувся до Риму, де перебував до самої смерті у 1650 році.

## Творчість
Активно займався хорватською лінгвістикою. У 1599 році склав італо-хорватський словник, який залишився у рукописі. У 1604 році видав у Римі хорватську граматику.
Складав свої твори штокатівською говіркою хорватської мови. Був автором релігійного та моралізаторського змісту. Найвідомішими є «Життя Господа нашого» (Рим, 1638 рік). Також у доробку є праці про життя святого Ігнатія, святого Ієроніма, святого Франциска Ксав'єра. У 1627 році написав трагедію духовного змісту «Святий Венефріда».
Крім того, є автором перекладів «Римського обряду» (1640 рік), «Біблії» (не завершено). У 1633 році отримав від папи римського Урбана VII право надрукувати біблію хорватською мовою.